# There's No Sympathy for the Dead
There's No Sympathy for the Dead (traducido como No hay simpatía con los muertos) es el primer EP de la banda de post-hardcore Escape the Fate mediante la disquera Epitaph Records. Fue lanzado oficialmente el 26 de mayo de 2006.
Las canciones There's No Sympathy for the Dead y The Guillotine fueron agregadas a su álbum debut, Dying Is Your Latest Fashion. As You're Falling Down aparece en el sencillo Situations y The Ransom aparece en el compilatorio Vans Warped Tour Compilation 2006.
Poco tiempo tras el lanzamiento, se hizo público el video de There's No Sympathy for the Dead, dirigido por Luke Reeve.

## Listado de canciones
Todas las canciones escritas y compuestas por Escape the Fate. 
| N.º   | Título                                                     | Duración |  |
| 1.    | «"Dragging Dead Bodies in Blue Bags Up Really Long Hills"» | 3:38     |  |
| 2.    | «"There's No Sympathy for the Dead"»                       | 5:26     |  |
| 3.    | «"The Ransom"»                                             | 3:50     |  |
| 4.    | «"As You're Falling Down"»                                 | 3:24     |  |
| 5.    | «"The Guillotine"»                                         | 4:32     |  |
| 43:27 |                                                            |          |  |

## Personal
Escape the Fate
- Ronnie Radke - voces/screams, guitarra adicional.
- Max Green - bajo, screams.
- Bryan Money - guitarra principal, coros.
- Robert Ortiz - batería
- Omar Espinosa - guitarra rítmica, screams.

Músicos adicionales
- Carson Allen - compositor (en "As You're Falling Down" y "There's No Sympathy for the Dead").
- Karen Schielke - teclados, sintetizadores, programación.
- Jeff Moll - programación
- Dave Holdredge - chelo (en "There's No Sympathy for the Dead").

Producción
- Michael "Elvis" Baskette - producción, mezcla, masterización.
- Josh Whelan - producción
- Lynn Lauer - ingeniero de sonido, mezcla.
- Karen Schielke - ingeniero de sonido.